# Kasteel Vroenhoven

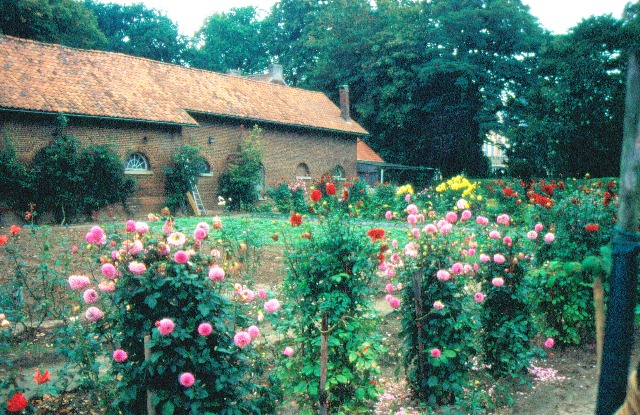

Het Kasteel Vroenhoven is een kasteel in de Vlaams-Belgische plaats Kortenaken, gelegen aan de Zandrodestraat 2-4.

## Geschiedenis
Aanvankelijk lag hier een leen van de Abdij van Vlierbeek dat omstreeks 1400 in bezit kwam van de familie van Troyen, zodat nu sprake was van het Hof van Troyen. Het kasteel Vroenhoven (vroonhof) lag aan de overzijde van de Velp, het werd omstreeks 1760 afgebroken, maar eind 18e eeuw werd de naam Vroenhoven overgedragen op het Hof van Troyen. Nog in de eerste decennia van de 19e eeuw was er nog sprake van een pachthoeve, waaraan echter ook een buitenhuis was verbonden.
In 1862 werden de meeste gebouwen gesloopt. Wat bleef was de woonvleugel, voortaan als kasteel aangeduid. Een nieuw koetshuis werd gebouwd en op enige afstand kwam een nieuwe kasteelhoeve. In 1876 werd het buitenhuis geheel herbouwd en vergroot in opdracht van Adolf de Wouters de Vroenhoven.
In 1903 werd het kasteel bewoond door Fernand de Wouters d'Oplinter. Deze liet het kasteel verbouwen in historiserende stijl naar ontwerp van Alphonse Gellé. In 2002 werd het kasteel aangekocht door een ondernemer die het in 2005-2006 liet renoveren en de omliggende tuinen opnieuw liet aanleggen. Deze omvatten een domein van 20 ha.